# Boisseau (Loir-et-Cher)
Boisseau ist eine französische Gemeinde mit 104 Einwohnern (Stand: 1. Januar 2022) im Département Loir-et-Cher in der Region Centre-Val de Loire. Sie gehört zum Arrondissement Blois und zum Kanton La Beauce. 
Sie grenzt im Nordwesten an Oucques La Nouvelle, im Norden an Villeneuve-Frouville, im Osten an Maves, im Süden an Conan und im Südwesten an Rhodon.

## Bevölkerungsentwicklung
| Jahr      | 1962 | 1968 | 1975 | 1982 | 1990 | 1999 | 2007 | 2017 |
| --------- | ---- | ---- | ---- | ---- | ---- | ---- | ---- | ---- |
| Einwohner | 135  | 141  | 124  | 100  | 99   | 86   | 94   | 99   |